# Stiremetra perplexa
Stiremetra perplexa is een haarster uit de familie Thalassometridae.
De wetenschappelijke naam van de soort werd in 1912 gepubliceerd door Austin Hobart Clark.